# آلکساندر آجمیان
آلکساندر وارطانی آجمیان (ارمنی: Ալեքսանդր Վարդանի Աճեմյան؛  زادهٔ ۲۵ اوت ۱۹۲۵ - درگذشته ۱۰ اکتبر ۱۹۸۷) موسیقی‌دان و آهنگساز اهل ارمنستان یود.

## زندگی‌نامه
وی در ۲۵ اوت ۱۹۲۵ در تفلیس از والدینی به نام‌های وارطان آجمیان و آروس آسریان به دنیا آمد و از کنسرواتوار دولتی کومیتاس ایروان فارغ‌التحصیل گشت. وارطان آجمیان (زاده ۱۹۵۶) فرزند وی می‌باشد. وی همچنین برنده جوایزی همچون هنرمند مردمی ارمنستان شوروی (۱۹۸۴) و چهره هنری شایسته ارمنستان شورویشد. وی در ۱۰ اکتبر ۱۹۸۷ در سن ۶۲ سالگی در ایروان درگذشت

## نگارخانه

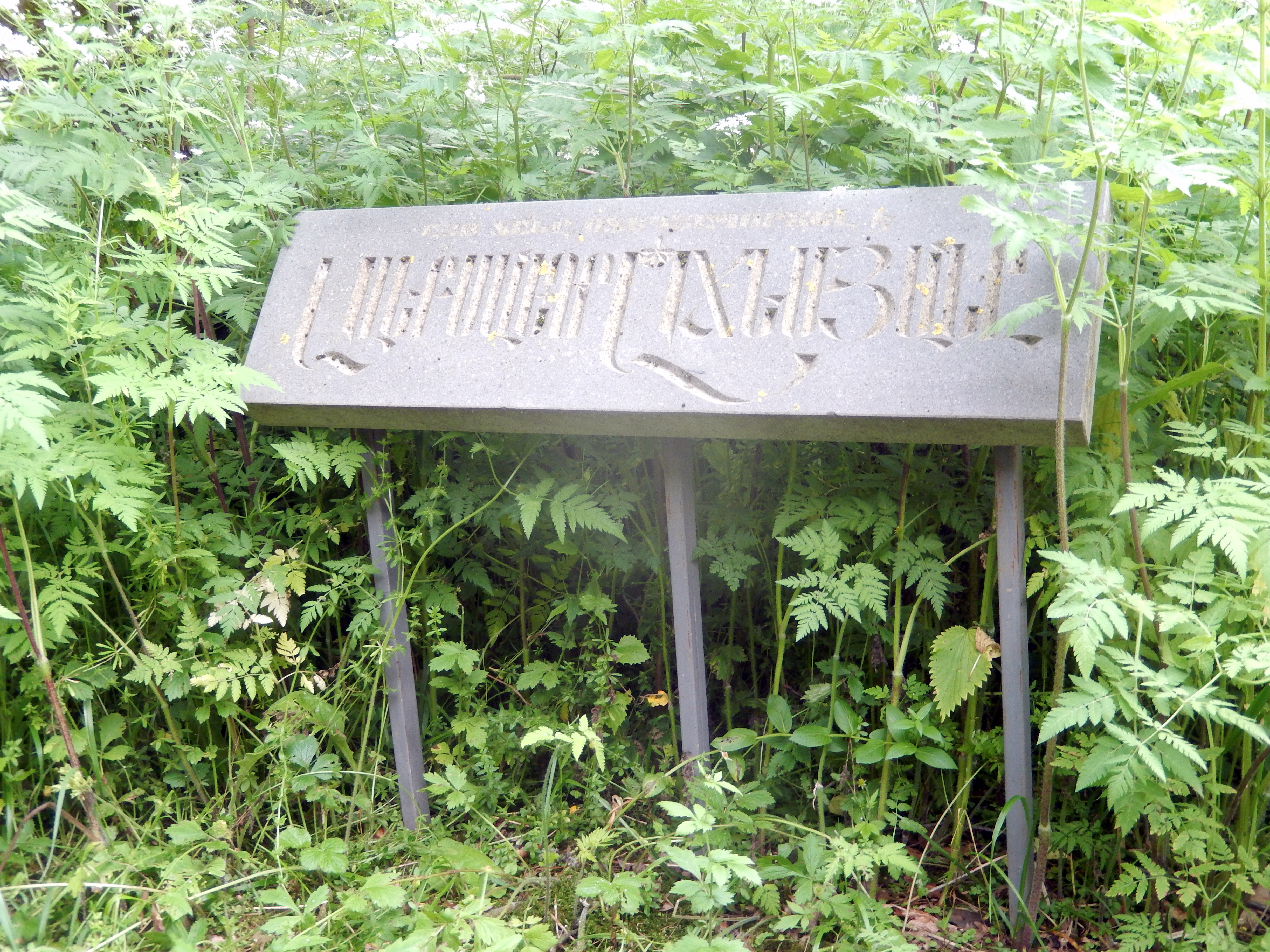